# José de Alós y de Ferrer
José de Alós y de Ferrer, en catalán: Josep d'Alòs i de Ferrer (Barcelona, 1653-ib., 1720), fue un jurista catalán partidario del rey Felipe V en la guerra de sucesión. Era el padre de Antonio de Alós y de Rius, primer marqués de Alós, y de José Francisco de Alós y de Rius, primer marqués de Puerto Nuevo, con el vizcondado previo de Bellver.
José de Alós era catedrático de Derecho Civil en la Universidad de Barcelona.  Cuando en 1705 se produjo el levantamiento contra el rey Felipe V, los partidarios del archiduque Carlos saquearon su casa de Barcelona y prendieron fuego a la de Sarriá. Se vio obligado a huir a la Corte, donde el rey le encargó la Cancillería de Valladolid. En 1712 ejercía de asesor del Estado Mayor del ejército felipista y terminada la guerra fue miembro de la Real Junta de Justicia y Gobierno entre 1714 y 1716. Posteriormente fue nombrado magistrado de la Audiencia y desde donde dirigió la reforma del sistema municipal catalán para implementar el modelo según lo previsto en el Decreto de Nueva Planta de Cataluña.